# Дитя во времени (фильм)
«Дитя во времени» (англ. The Child in Time) — британский телевизионный фильм, поставленный Джулианом Фарино по одноимённому роману Иэна Макьюэна. Премьера фильма состоялась на телеканале BBC One в воскресенье, 24 сентября 2017 года.

## Сюжет
Однажды неожиданно исчезает четырёхлетняя дочь успешного детского писателя Стивена Льюиса. Два года спустя после трагедии, отчаявшись найти ребёнка, Льюис пытается смириться с произошедшим и начать жить заново самостоятельно, поскольку жена ушла от него, а друзья борются с собственными демонами.

## В ролях
- Бенедикт Камбербэтч — Стивен Льюис
- Келли Макдональд — Джулия (жена Льюиса)
- Стивен Кэмпбелл Мур — Чарльз (лучший друг Льюиса)
- Саския Ривз — Тельма (жена Чарльза)
- Джон Хопкинс — секретарь

## Производство
Фильм был анонсирован 15 февраля 2017 года в качестве первой комиссии по телевидению Pinewood и SunnyMarch TV для BBC One. А Бенедикт Камбербэчт , Келли Макдональд, Стивен Кэмпбелл Мур и Саския Ривз присоединились к актёрскому составу в апреле 2017 года. Съемки начались в апреле 2017 года в Лондоне.

## Локации
Месторождения фильма в Лондоне включали в себя супермаркет Co-op в Крауч-Энде, Ратушу Хорнси и Национальный театр в Ламбете. Другие места включают Галерею, деревушку на побережье Саффолка. Семья была изображена как в Майда-Вейл, и несколько внешних сцен были сняты на проспекте Элгина.

## Критика
На агрегаторе критики Rotten Tomatoes фильм имеет средний рейтинг 7,2 из 10, на основе 21 профессионального обзора, 81% которых оценивают его положительно. Критический консенсус веб-сайта гласит: «"Ребенок во времени" умело сопротивляется мелодраме, доверяя более тонким деталям своей истории и воплотившим их актёрам постепенно подготовить и нанести разрушительный удар.»